# 敷島神社 (志木市)
敷島神社（しきしまじんじゃ）は、埼玉県志木市本町にある神社。

## 歴史
1872年（明治5年）に創建された。当地には元々「田子山の塚」と呼ばれる塚があった。江戸時代後期、高須庄吉は夢の中で田子山の塚に登るようにと言われた。そこでこの塚に登ったところ、ある石碑を発見した。その石碑は南北朝時代に富士山などの霊山を巡っていた「承海」という僧が造立した「逆修碑」と呼ばれる板碑であった。庄吉は富士信仰に篤かったこともあり、この塚を富士塚にすることを決意し、明治初期に造営工事に着手、1872年（明治5年）に完成し浅間神社を創建した。
新設の神社であり、歴史も浅かったことから、近代社格制度においては「無格社」であった。ところが1907年（明治40年）の神社合祀により、周辺の3社が合祀された。その3社のうち、2社が村社だったことから、当社も村社となり、「敷島神社」に改称した。祭神が木花開耶姫大神であることから、国学の大家本居宣長が花を題材に詠んだ「敷島の大和心を人とはば朝日ににほふ山ざくら花」より、新神社の名称を定めた。

## 文化財
- 田子山富士塚関連石造物（志木市指定文化財 令和2年3月26日指定）[2]

## 交通アクセス
- 路線バス富士道入口停留所より徒歩5分。